# Деньгов, Лев Леонидович
Лев Леонидович Деньгов (имя при рождении — Павел Юрьевич Гузбанд; род. 6 июня 1984, Минск, Белорусская ССР, СССР) — российский и белорусский общественный деятель, предприниматель, Советник Государственного секретаря Союзного государства, Советник главы Чеченской Республики Р. А. Кадырова, Председатель правления Российско-Ливийского торгового дома. Акционер и член Совета директоров Белорусской национальной биотехнологической корпорации (ЗАО «БНБК»), занимающейся производством незаменимых аминокислот для кормовой отрасли СНГ. С 2023 года действующий советник и представитель на территории РФ и Республики Беларусь компаний CITIC international cooperation Co., Ltd (КНР) и CITIC Construction Co., Ltd (КНР), входящих в состав одной из крупнейших Международных китайских инвестиционных корпораций по управлению имуществом CITIC GROUP.
По поручению руководства РФ участвовал и занимался освобождением российских и белорусских граждан в Ливии. Устанавливал и развивал российско-ливийские связи в общественно-политической и экономической сферах.

## Биография

### Ранние годы, образование
Родился в Минске, Белорусской ССР. Детство провел в деревне Крайск, где учился в сельской школе до 1999 года. Отец занимался предпринимательской деятельностью, мать работала учителем черчения и рисования в школе. Окончил среднюю школу № 73 города Минска с немецким уклоном.
Окончил РГАИС по специальности «Юриспруденция». Проходил обучение в Майнцском университете имени Иоганна Гутенберга по специальности «экономист». 
В 2024 году окончил с отличием Высшую школу государственного администрирования (государственное и муниципальное управление) МГУ имени М. В. Ломоносова.

## Бизнес
В 2008—2011 гг. являлся учредителем ливийско-белорусского совместного предприятия «Альмамар-Альметали», которое занималось строительством и проектированием.
В 2011—2015 гг. учредитель компании ООО «Буромтех», которая обеспечивала строительство и охватывала все фазы реализации инвестиционно-строительных проектов: проектирование, строительство, эксплуатацию объектов.
С 2017 г. по н.в. является председателем совета директоров Российско-Ливийского торгового дома.
С 2017 г. по н.в. является советником президента крупнейшей энергетической корпорации Индонезии MedcoEnergi по Ливии.
С 2022 года акционер и член совета директоров биотехнологической корпорации БНБК. Является основателем товаропроводящей сети Адам Био и Анстелла Биотех.

## Общественная деятельность
В марте 2015 года по инициативе замминистра иностранных дел РФ, специального представителя президента РФ по Ближнему Востоку М. Л. Богданова, главы Чеченской Республики Р. А. Кадырова и депутата Государственной Думы Федерального Собрания РФ А. С. Делимханова была создана Контактная группа при Федеральном Собрании РФ. Целями которой стала коммуникация с социально-политическими группами на территории Ливии, анализ обстановки в стране, а также нахождение путей решения ливийского кризиса. Лев Деньгов был назначен руководителем Контактной группы.
Основанием для создания Контактной группы стало обращение лидера Ливийской национальной армии Халифы Хафтара к российским властям.
Обязанностью Льва Деньгова стало установление диалога с представителями всех сторон конфликта в Ливии.
Одним из самых важных направлений деятельности группы стало освобождение российских и белорусских граждан, задержанных в Ливии.
В 2015 году был организован первый визит Ливийской группы Халифа Хафтара в Грозный.
В октябре 2016 года Деньгов по поручению главы МИД РФ был направлен в Триполи в качестве специального посланника правительства РФ для проведения первых официальных переговоров с представителями пришедшего к власти Правительства Национального Согласия для налаживания первых контактов между Российской Федерацией и Ливией, а также для освобождения оставшихся граждан. Начиная с 3 октября Деньгов провел переговоры с председателем Президентского совета Ливии Фаизом Сараджем, председателем Верховного госсовета Абдурахманом Суэхли, первым вице-премьером Мусой аль-Кони, руководителем Следственного комитета при генпрокуратуре Ас-Садыком Ас-Суром, членами правительства. В результате переговоров, в этом же месяце удалось вернуть оставшихся граждан, задержанных на танкере «Механик Чеботарев», а также встретиться с российскими моряками с танкера «Теметерон».
В декабре 2016 года при содействии Контактной группы были возобновлены межпарламентские отношения. Состоялась встреча Агилы Салеха, спикера избранного и заседающего в Тобруке парламента — Палаты представителей Ливии с Министром иностранных дел РФ С. В. Лавровым, спикером Государственной Думы РФ В. В. Володиным, председателем Комитета по международным делам Л. В. Слуцким, а также депутатом А. С. Делимхановым.

В сентябре 2017 года Деньгов во главе Контактной группой организовал визит вице-премьера Правительства Национального Согласия Ахмеда Майтыга в Россию.
14 сентября 2017 года в Москве прошла встреча с бригадным генералом ливийской армии Ахмедом Аль-Мисмари; в рамках встречи была подчеркнута позиция России о необходимости поддерживать контакты со всеми сторонами конфликта.
В середине октября того же года прошёл визит ливийской делегации, возглавляемой замминистра транспорта Хишамом Абдаллой Абу Шкеватом. Прошли встречи с руководством министерства сельского хозяйства и министерства промышленности и торговли Российской Федерации; были подписаны дорожные карты по развитию российско-ливийских экономических отношений. Организацией данного визита занимался представитель Контактной группы от Российско-Ливийского Торгового Дома.
23 сентября 2017 года Деньгов был делегирован руководством Российской Федерации для проведения переговоров в Триполи. Он прибыл в Ливию 24 сентября, и за два месяца пребывания встретился с ключевыми чиновниками, включая премьер-министра Ливии Фаиза Сарраджа, заместителя Председателя Правительства Ливии Ахмеда Майтыга, министра обороны Ливии Эль Махди Аль-Барта, министра юстиции Мохамеда Абдулвахида Абдулхамида, главу службы безопасности Премьер-министра Хашима Бешира, представителя Следственного Комитета Рашида Аль-Ругбани, генерального прокурора Ливии, общественного адвоката Мохамеда Абдулвахаба, а также с представителями племен юга Ливии (тубу, туарег, сыновья Сулеймана, Варфалла, Каддаф) и руководством городов Убари, Гат, Мурзук, Сабха, Гдамес и др. Обсуждались стратегия и перспектива завершения Ливийского конфликта, судьба российских заключенных, а также ход и результаты Тунисского процесса.
1 — 3 декабря 2017 года Деньгов принял участие в конференции «Средиземноморский диалог», на полях которой прошёл ряд встреч с официальными лицами Италии, Ливии, а также со спецпредставителем ООН по Ливии Гассаном Саламе.
В 2018 году выступил организатором панельной сессии «Реинтеграция Ливии в международную экономику: возможности для сотрудничества» на Петербургском международном экономическом форуме. В ней приняли участие спецпредставитель президента РФ по Ближнему Востоку и странам Африки, замглавы МИД РФ Михаил Богданов, министр иностранных дел Ливии Тахир Сияла.

### Освобождение российских и белорусских граждан в Ливии
В сентябре 2015 года по поручению спецпредставителя президента РФ по Ближнему Востоку, замглавы МИД РФ М. Л. Богданова и главы Чеченской Республики Р. А. Кадырова был организован процесс по освобождению российских моряков, задержанных у берегов Ливии на судне «Механик Чеботарев» по обвинению в контрабанде нефти.
В результате организованных с премьер-министром Нового Всеобщего национального конгресса Ливии Халифой Аль-Гуэлем переговоров в Россию удалось вернуть двух граждан, членов экипажа задержанного танкера «Михаил Чеботарев».
В январе 2016 года удалось освободить оставшихся семерых моряков, которые вместе с Халифой Аль-Гуэлем прилетели в Москву, где их встретил Рамзан Кадыров. В рамках визита премьер-министра были организованы встречи с С.В Лавровым и М. Л. Богдановым.
Однако в марте 2016 года переговорный процесс по освобождению оставшихся в заключении граждан был прерван в результате образования поддержанного ООН Правительства Национального Согласия во главе с Фаизом Сараджем.
В октябре 2016 года Деньгов проводил переговоры с Сараджем, председателем Верховного госсовета Абдурахманом Суэхли, первым вице-премьером Мусой аль-Кони, руководителем Следственного комитета при генпрокуратуре Ас-Садыком Ас-Суром, членами правительства. В результате переговоров, в этом же месяце удалось вернуть оставшихся граждан, задержанных на танкере «Механик Чеботарев», а также встретиться с российскими моряками с танкера «Теметерон».
В марте 2017 года в прибрежных водах Ливии был задержан российский сухогруз «Мерле» с семью гражданами РФ на борту. Вопрос их освобождения был возложен на Контактную группу. В апреле он обсуждался с делегацией Правительства Национального Согласия, прибывшей с визитом в Москву. Она возглавлялась полевым командиром Мухамедом Халиль Абубакером Иссой.
В результате прошедших встреч и переговоров в апреле 2017 года благодаря работе Контактной группы и главы Чеченской Республики был организован визит Спецпредставителя Президента Российской Федерации по Ближнему Востоку и странам Африки в Триполи М. Л. Богданова, в рамках которого удалось освободить и доставить в Россию пять российских граждан с судна «Мерле». Позднее, в мае 2017 года были освобождены двое оставшихся граждан.
С сентября 2017 года Деньгов по поручению руководства МИД России и главы Чеченской Республики также занимался освобождением граждан Беларуси. Данное поручение было дано по результатам визита Рамзана Кадырова в Минск, где Президент Беларуси Александр Лукашенко обратился с просьбой оказать содействие в освобождении белорусских граждан.
В феврале 2018 года после долгих переговоров при участии Деньгова удалось добиться освобождения в Ливии гражданина Беларуси Вячеслава Качуры, который находился там в заключении на протяжении шести с половиной лет. Качура прибыл в Ливию в июне 2011 году в составе группы международных специалистов из России, Украины и Беларуси. В августе 2011 года они были задержаны революционерами, им было предъявлено обвинение в сотрудничестве с режимом экс-президента Ливии Муаммара Каддафи. Позднее были освобождены часть задержанных, однако до последнего момента о судьбе Качуры ничего не было известно.
В 2017 году при участии Деньгова в Ливии были освобождены двое граждан Беларуси — Инна Бабуш и Сергей Здота. Они работали там врачами, однако по окончании контрактов ливийские власти не выпускали их из страны. По завершении операции по освобождению белорусских врачей Деньгов был награждён Почетной грамотой МИД Беларуси.

## Личная жизнь
Воспитывает двух детей от первого брака: сын Леонид, дочь Шошана.
В настоящее время состоит в браке с солисткой группы «А-Студио» Кети Топурия. 21 января 2021 года у пары родился сын Адам. 31 июля 2024 года у пары родилась дочь Николь.